# Темний будинок
Темний будинок (англ. Dark House) — фільм жахів.

## Сюжет
Клер Томпсон отримала в дитинстві жахливу психологічну травму і намагається вигнати демонів минулого, які переслідують її, і повертається жити в старий будинок, де колись сталося масове вбивство дітей. На жаль, демони матеріалізуватися, щоб знову випробувати на міцність дівчину.

## У ролях
- Джеффрі Комбс — Волстон
- Меган Орі — Клер
- Даян Селінджер — міс Дерроуд
- Метт Коен — Руді
- Шеллі Коул — Лілі
- Дансо Гордон — Елдон
- Раян Меландер — Брюс
- Бевін Прінц — Аріель
- Ерін Каммінґз — Пола
- Йен Рід Кеслер — Рід
- Меган Морін МакДонаф — Саманта
- Скотт Вайт — Мортон
- Анджела Готс — Теммі
- Майкл Копон — Грег